# Örlős Endre
Örlős Endre, születési és 1933-ig használt nevén Öszterreicher Endre (Bolkács, 1903. november 30. – Budapest, 1988. április 6.) magyar orvos. Az óbudai Szent Margit Kórház igazgató sebész főorvosaként legendás, megbecsült alakja volt az óbudai társadalomnak, ahol élete négy évtizedét töltötte.

## Élete
A főként erdélyi szászok által lakott Kis-Küküllő vármegyei Bolkácson született Öszterreicher Gyula (1866–1938) körorvos és Reiszmann Teréz (1876–1944) harmadik fiaként zsidó családban. Bátyjai, László (1898) és Olivér (1901) később szintén az orvosi hivatást választották. Apja 1904-ben elnyert egy sárbogárdi járási tisztiorvosi állást, ekkor a család a Fejér megyei településre költözött.
Alapfokú tanulmányait a sárbogárdi izraelita elemi iskolában végezte, majd a (a mai felső tagozat) harmadik osztály végéig a Szekszárdi Állami Főgimnázium tanulója volt. Ezután átiratkozott a Kegyes-tanítórendiek Váci Főgimnáziumába, ahol 1920. május–júniusban leérettségizett. Vácott ismerkedett meg későbbi feleségével, Bíró Edittel (1903–1944), aki anyai ágon unokatestvére volt. Tanulmányait a budapesti Magyar Királyi Pázmány Péter Tudományegyetem Orvostudományi Karán folytatta. Az 1925/26-os tanévben egy veseműködéssel kapcsolatos tanulmányáért elnyerte a Korányi Sándor-díjat. 1927. december 21-én letett utolsó vizsgája után két nappal megkezdte hivatása gyakorlását az Ádám Lajos irányításával működő III. számú Sebészeti Klinika keretein belül. Kezdetben műtősnövendék volt, majd 1930-ban megszerezte a műtősebészi oklevelet, illetve szakvizsgát tett. Az 1930/1931-es tanévet ösztöndíjjal Berlinben töltötte, ahol Lichtenberg Sándor urológiai intézetében szerzett tapasztalatot. 1929. november 24-én Budapesten, a Ferencvárosban feleségül vette Bíró Editet, Böhm Jakab orvos és Reichmann Elvira lányát. 1933-ban megszületett Mária Magdolna nevű lánya, majd egy évvel később Péter Ödön nevű fia is.
A második zsidótörvény életbe lépése után már nem dolgozhatott főállású orvosként a klinikán, hanem különböző kórházakban mint externista, vagyis bejáró orvos tevékenykedhetett. Miután elhagyta a Klinikát, a 104-es katonai sebészállomáson, illetve a Horthy Miklós Kórház Gégészeti Osztályán teljesített szolgálatot. 1942-ben munkaszolgálatosként a sárospataki repülőtérre vezényelték földmunka végzésére, majd 1943 májusában belügyminiszteri kinevezéssel a Madarász utcai Kórház Sebészeti Osztályára került. 1943-ban belépett a Magyarországi Szociáldemokrata Pártba, amelynek értelmiségi orvoscsoportjában a német megszállás idejéig aktívan részt vett. 1944 júliusától illegalitásba vonult, és Budapest ostroma végéig Budapesten egy ápolónő bújtatta, akit a háború után feleségül vett. Első nejét és mindkét gyermekét nem sokkal Auschwitzba érkezésük után gázkamrában pusztították el. Édesanyja, akit Sárbogárdról hurcoltak el, ahogy anyósa és sógora is a holokauszt áldozatai lettek.
A háború után őt nevezték ki a lerombolt Szent Margit Kórház igazgatójává. 1945 nyarán a hatóságok az intézmény lebontása mellett döntöttek, a neki szánt feladat az épen maradt részeken szükségkórház létesítése volt. Ő azonban a sok sebesült és beteg óbudai ellátására a szűkös anyagi és személyzeti lehetőségeket mintegy felturbózva, a helyreállítást választotta. 1946 nyarára már működött a belgyógyászat, a sebészet és a szülészet-nőgyógyászat. Neve a pilisi falvakban is ismertté vált, tömegesen jöttek betegek kórházába. Ezért sokan féltékenyek voltak rá, s ahol lehetett, keresztbe tettek neki.
Az 1956-os forradalom alatt, november 1-jén a Német Vöröskereszt 100 ágyas mobil tábori kórháza, teljes felszereléssel, műtővel, közel negyven gépkocsival helyet és működési engedélyt kért Örlős doktortól. A San Marco Házba, a volt Irgalom Házába települtek, s tíz napig a két kórház sok sebesült életét mentette meg. A felülkerekedett hatalom szemében Örlős ezért „ellenforradalmár” lett, Igazgatói állásából azonnal felmentették, és internálták a Kistarcsai Központi Internálótáborba. Onnan az óbudai MSZMP-s párttitkár, Bihari László szabadította ki. Az első adandó alkalommal nyugdíjazták, s rendőri felügyelet alá helyezték. Megélhetése azontúl igen szűkös lehetőségekkel zajlott. Meghalt második felesége is, az ő látása, egészségi állapota folyamatosan romlott.
A megalázott, magára maradt doktor 1988-ban 84 évesen az öngyilkosságba menekült. A Kozma utcai izraelita temetőben nyugszik.

## Munkái
- A műtét időpontjának megválasztása gangraena diabeticumnál. Adatok a penis és scrotum gangraenáinak salvarsankezeléséhez három eset kapcsán (Orvosképzés, 1929, 5.)
- A tonsillitisből kiinduló ditius streptococcus-peritonitisről (Gyógyászat, 1932, 36.)
- A collapsus készség megállapítása histaminpróbával és a helyi érzéstelenítés jelentősége a collapsus megelőzősében, Szappanos Mihállyal (Orvosképzés, 1935, 4.)
- Betegellátó üzemek gyógyszerelése. A székesfővárosi kórházak gyógyszerelésének reformja (Orvosok Lapja, 1945, 8.)
- Felületes pyodermák rapid gyógyítása (Orvosok Lapja, 1946, 11.)
- A Cushing-syndroma therápiájának jelenlegi állásáról egy bilaterális subtotális adrenalectomiával gyógyított eset kapcsán, Góth Endrével, Lengyel Lóránttal és Sávely Caesarral (Orvosi Hetilap, 1955, 29.)

## Díjai, elismerései
- 1994: Óbuda díszpolgára (posztumusz)

## Emlékezete
- A Szent Margit kórház főkapujától balra emléktábla állít emléket neki.
- 2019 óta nevét viseli Békásmegyeren a Dr. Örlős Endre park.[6]